# کیکی دایر
کیکی دایر (انگلیسی: Kiki Daire؛ زاده ۱۸ سپتامبر ۱۹۷۶) بازیگر پورنوگرافی اهل ایالات متحده آمریکا است.